# Decoy Octopus
Decoy Octopus es un personaje de ficción del videojuego Metal Gear Solid.
Se sabe muy poco de Decoy Octopus, salvo que era un maestro del disfraz y que era miembro de FOXHOUND. En la revuelta de Shadow Mosses, el Jefe Darpa murió bajo las torturas de Revolver Ocelot. Entonces, Psycho Mantis trazó un plan con la idea de usar a Solid Snake para liberar el Metal Gear.
Su plan funcionó a medias: Decoy Octopus se disfrazó de Jefe Darpa y engañó a Solid Snake haciéndose pasar por él y consiguió engañarle también diciendo que ya había dicho el código de lanzamiento del Metal Gear. Sin embargo, Decoy Octopus no contó con el virus FOXDIE, inoculado en Solid Snake, que tenía como misión matar al Jefe DARPA, pero mató a Decoy Octopus porque éste se inyectó los nanorrobots que se ocultaban en la sangre del Jefe Darpa.
Pues este maestro del disfraz hasta la sangre de su víctima se inyectaba, además en Metal Gear Ac!d 2 en su tarjeta nos menciona que es de origen Mexicano.
- Datos: Q3021056